# Ian Maclaren
Ian Maclaren, pseudonimo di John Watson (Manningtree, 3 novembre 1850 – Mount Pleasant, 6 maggio 1907), è stato un religioso e scrittore britannico.

## Biografia
Dopo gli studi all'Università di Edimburgo, nel 1874 fu ordinato ministro della Chiesa Libera di Scozia; gran parte del suo ministero religioso si svolse a Liverpool, dove fu ministro della chiesa presbiteriana di Sefton Park dal 1880 al pensionamento nel 1905. Nel 1986 fu lettore in teologia all'Università Yale. 
Nel 1894 ottenne un primo successo con la raccolta di racconti Beside the Bonnie Brier Bush, che vendette oltre settecentomila copie. Fu autore di un'altra mezza dozzina di romanzi e opere religione, tutti pubblicati sotto lo pseudonimo di "Ian Maclaren". Otto raccolte di sermoni furono pubblicate invece con il suo vero nome tra il 1895 e il 1905. Coniò la frase "Sii gentile, ogni persona che incontri sta combattendo una dura battaglia" ("Be pitiful, for every man is fighting a hard battle"), spesso erroneamente attribuita a Platone o Filone di Alessandria. Nel 1907 fu candidato al Premio Nobel per la letteratura.
Sposato con Jane B. Ferguson dal 1878, morì di sepsi in Iowa durante un viaggio negli Stati Uniti nel 1907; il suo corpo fu riportato in patria e sepolto a Liverpool.

## Opere (parziale)
- L'edizione originale di ''Beside the Bonnie Briar Bush''Beside the Bonnie Brier Bush (1894)

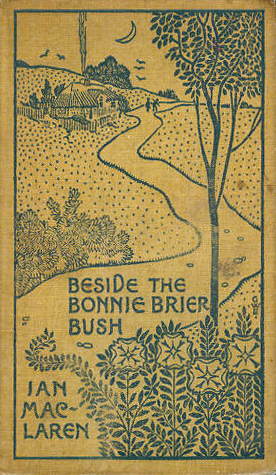
L

- The Days of Auld Lang Syne (1895)
- A Doctor of the Old School (1895)
- Kate Carnegie and those Ministers (1896)
- The Cure of Souls (1896)
- Afterwards and other Stories (1898)
- Companions of the sorrowful way (1898)
- Rabbi Saunderson (1898)
- Church Folks: Being practical studies in congregational life (1900)
- The homely virtues (1903)
- Young Barbarians (1907)
- St. Jude's (1907)
- The Scot of the eighteenth century: his religion and his life (1907)
- God's message to the human soul: The use of the Bible in the light of the new knowledge (1907)